# Saxo.com
Saxo.com A/S er en dansk internetboghandel, der siden 2018 har været ejet af JP/Politikens Hus.
I 2023 var omsætningen på 391,6 mio. kr., og virksomheden beskæftigede omkring 65 medarbejdere. I 2018 købte JP/Politikens Hus[2], der siden 2009 havde været medejere af virksomheden, den fulde ejerandel af virksomheden.
Saxo.com stod i 2023 for 4,4 mio. læseoplevelser, når man sammenlægger fysisk salg med salg og streaming af e-bøger og lydbøger. I 2021 havde Saxo mere end 10 mio. titler i sortimentet.

## Historie
Ægteparret Per og Inge Olesen overtog boghandlerforretningen på Østerbrogade i 1961. I løbet af årene udvidede de forretningen, og flyttede den senere ind i større lokaler på Østerbrogade 200, hvor boghandleren stadig ligger. I 1998, hvor internettet var i sin spæde opstart, overtog sønnen, Jørgen Balle Olesen, forretningen med ideen om at sælge bøger via internettet fra boghandlens kælder.
Saxo.com blev grundlagt i 1999 af forlagene Gyldendal og Munksgaard og har sit navn efter Saxo Grammaticus. Oprindeligt kunne man bestille bøger på siden og afhente dem i sin lokale boghandel, men allerede året efter blev det en "rigtig" netbutik. I 2000 købte Søndagsavisen siden, der allerede året efter blev afhændet til det britiske firma stop4U.com, som tidligere også havde overtaget det danske myboox.com.
I 2002 købte danskejede Venture 2000 stop4U.com tilbage på danske hænder og lod det genopstå under navnet SAXO.com. Ligesom ingen af de tidligere ejere kunne Venture 2000 få ordentlig økonomi i netforretningen og solgte i sommeren 2005 SAXO.com til e-boghandel.dk, der var ejet af Olesen Bøger og papir ApS på Østerbrogade i København (i dag BOGhandleren).
I 2006 blev SAXO.com adskilt fra den fysiske butik, og i 2009 købte JP/Politikens Hus 15 procent af aktierne. I 2018 overtog JP/Politikens Hus hele Saxo.com.[2] Handlen blev godkendt af Konkurrencestyrelsen 1. april 2019.
Fra 2015-2017 blev prisen Årets Innovation ved Blixenprisen uddelt som Saxos Innovationspris.

## Saxo Publish
Saxo Publish er en selvudgiverplatform, hvor alle kan skrive bøger eller uploade færdige tekster, der kan blive solgt på Saxo.com. Forfatteren beholder alle rettigheder til sit værk.

## Saxo Premium
I slutningen af 2017 lancerede Saxo.com medlemskabet Saxo Premium, der giver adgang til at streame litteratur i form af e- og lydbøger og streamingtjenester for film og musik via en app. Desuden giver medlemskabet adgang til rabat på bøger, som det også kendes fra bogklubber.